# Costaricaanse tapaculo
De Costaricaanse tapaculo (Scytalopus argentifrons) is een zangvogel uit de familie Rhinocryptidae (tapaculo's).

## Verspreiding en leefgebied
Deze soort komt voor in Costa Rica en Panama en telt twee ondersoorten:
- S. a. argentifrons: zuidelijk Costa Rica en uiterst westelijk Panama.
- S. a. chiriquensis: westelijk Panama.

## Status
De grootte van de populatie is in 2022 geschat op 50.000-500.000 volwassen vogels. Op de Rode lijst van de IUCN heeft deze soort de status niet bedreigd.